# Глазово (Нижнедевицкий район)
Глазово — село в Нижнедевицком районе Воронежской области.
Административный центр Норово-Ротаевского сельского поселения.

## География

### Улицы
- ул. Гагарина
- ул. Заводская
- ул. Зелёная
- ул. Мира
- ул. Молодёжная
- ул. Октября
- ул. Орловская
- ул. Садовая